# Nemèsids
Els nemèsids (Nemesiidae) són una família d'aranyes migalomorfes. Fou descrita per primera vegada per Eugène Simon l'any 1889.
Durant força temps han estat incloses dins la família del diplúrids (Dipluridae). Són un tipus de taràntules relativament grans, marrons, allargades, amb potes robustes. Viuen dins de caus.

## Gèneres
Segons el World Spider Catalog versió 19.5, 9 d'octubre de 2018, existeixen les següents espècies:
- Acanthogonatus Karsch, 1880 — Sud-amèrica
- Aname L. Koch, 1873 — Austràlia
- Atmetochilus Simon, 1887 — Burma
- Bayana Pérez-Miles, Costa & Montes de Oca, 2014 —
- Brachythele Ausserer, 1871 — EUA, Europa
- Calisoga Chamberlin, 1937 — EUA
- Chaco Tullgren, 1905 — Sud-amèrica
- Chenistonia Hogg, 1901 — Austràlia
- Xilelopsis Goloboff, 1995 — Xile
- Damarchilus Siliwal, Molur & Raven, 2015 — Índia
- Damarchus Thorell, 1891 — Índia, sud-est d'Àsia
- Diplothelopsis Tullgren, 1905 — Argentina
- Entypesa Simon, 1902 — Madagascar, Sud-àfrica
- Flamencopsis Goloboff, 1995 — Sud-amèrica, Sud-àfrica
- Gravelyia Mirza & Mondal, 2018 — Índia
- Hermacha Simon, 1889 — Brasil
- Hermachura Mello-Leitão, 1923 — Brasil
- Hesperonatalius Castalanelli, Huey, Hillyer & Harvey, 2017 — Austràlia
- Iberesia Decae & Cardoso, 2006 — Mallorca, Espanya, Portugal
- Ixamatus Simon, 1887 — Austràlia
- Kiama Main & Mascord, 1969
- Kwonkan Main, 1983 — Austràlia
- Lepthercus Purcell, 1902 — Sud-àfrica
- Longistylus Indicatti & Lucas, 2005 — Brasil
- Lycinus Thorell, 1894 — Xile, Argentina
- Mexentypesa Raven, 1987 — Mèxic
- Namea Raven, 1984 — Austràlia
- Nemesia Audouin, 1826 — Europa, Africa, Cuba, Xina
- Neostothis Vellard, 1925 — Brasil
- Pionothele Purcell, 1902 — Sud-àfrica
- Prorachias Mello-Leitão, 1924 — Brasil
- Psalistopoides Mello-Leitão, 1934 — Brasil
- Pselligmus Simon, 1892 — Brasil
- Pycnothele Chamberlin, 1917 — Sud-amèrica
- Rachias Simon, 1892 — Brasil, Argentina
- Raveniola Zonstein, 1987 — Turquia fina a la Xina, Rússia
- Sinopesa Raven & Schwendinger, 1995 — Xina, Illes Ryukyu
- Spiroctenus Simon, 1889 — Sud-àfrica
- Stanwellia Rainbow & Pulleine, 1918 — Nova Zelanda, Austràlia
- Stenoterommata Holmberg, 1881 — Sud-amèrica
- Swolnpes Main & Framenau, 2009 — Austràlia
- Teyl Main, 1975 — Austràlia
- Teyloides Main, 1985 — Austràlia
- Xamiatus Raven, 1981 — Austràlia

### Fòssils
Segons el World Spider Catalog versió 19.5, 9 d'octubre de 2018, existeixen els següents fòssils:
- †Cretamygale Selden, 2002
- †Eodiplurina Petrunkevitch, 1922

### Superfamília
Els nemèsids havien sigut l'única representant de la superfamília dels nemesioïdeus (Nemesioidea).
Les aranyes, tradicionalment, havien estat classificades en famílies que van ser agrupades en superfamílies. Quan es van aplicar anàlisis més rigorosos, com la cladística, es va fer evident que la major part de les principals agrupacions utilitzades durant el segle XX no eren compatibles amb les noves dades. Actualment, els llistats d'aranyes, com ara el World Spider Catalog, ja ignoren la classificació de superfamílies.